# 利島
利島（英語：Lee Island）是南極洲的島嶼，位於麥克羅伯特森地的霍姆灣，屬於喬斯林群島的一部分，處於韋爾納島和彼特森島以西、基斯塔海峽以東、彼特森島以西、莫勒淺灘和卡斯滕斯淺灘以南。